# Benoit-Beaudry Gourd
Benoit-Beaudry Gourd est un historien, un communicateur et un acteur dans la mise en valeur de l'histoire et du patrimoine régional. Il est aussi l'auteur de nombreux ouvrages historiques sur l'Abitibi-Témiscamingue.

## Biographie
Benoit-Beaudry Gourd est né à Amos en 1949. Il détient une maîtrise en histoire de l'Université d'Ottawa. Sa thèse de maîtrise, "Mines et syndicats en Abitibi-Témiscamingue, 1910-1950", a été publiée en 1981. Historien, communicateur, producteur et concepteur pour différentes séries télévisées et radiophoniques, il est aussi l'auteur de nombreux ouvrages sur l'Abitibi-Témiscamingue,.
Après des études en histoire à l'Université d'Ottawa et à l'Université de Montréal, Benoit-Beaudry Gourd travaille comme professeur et chercheur au Cégep de l’Abitibi-Témiscamingue et à l'Université du Québec en Abitibi-Témiscamingue. En 1978, il a participé avec des partenaires  ( Yves Fortin, Marc Lemieux et François Ruph) à la création d’une entreprise de communication, Les Productions Abitibi-Témiscamingue inc. (PAT inc). Cet organisme va gérer le projet de recherche historique appelé Abbittibbi-Temiskaming, Western catholique-Klondyke québécois consistant à enregistrer plusieurs centaines de personnes ayant vécu les débuts de l'Abitibi-Témiscamingue et en produisant plusieurs milliers de photographies de l'époque. Cette recherche mettait la table à la production de plusieurs outils de diffusion dans les médias régionaux. De même le photographe, François Ruph montera une exposition qui sera diffusée dans la région.
Un Fonds Productions Abitibi-Témiscamingue inc. (P.A.T.) a été déposé à BAnQ à Rouyn-Noranda.
PAT inc. deviendra plus tard le Groupe de communication PAT.

## Historien
Il est toujours demeuré actif dans le domaine de l'histoire régionale, tant dans les secteurs de la recherche et de l'édition que dans ceux de la production média et de la muséologie. D'ailleurs, la contribution de Benoit-Beaudry Gourd à l'avancement des connaissances sur l'histoire de la région de l’Abitibi-Témiscamingue a été soulignée par le Conseil régional de la Culture en 2016 et par la Société historique du Canada qui lui a décerné en 1987 le Prix du Mérite en histoire régionale.
Benoit-Beaudry Gourd a publié de nombreux livres, études et articles sur différents aspects de l'histoire régionale. Mentionnons « L’Itinéraire toponymique de l'Abitibi-Témiscamingue » publié par l'Éditeur officiel du Québec en 1984 et « L'Abitibi-Témiscamingue, histoire en bref », paru en 2007 aux Presses de l'Université Laval et en 2016 « Avec le rêve pour bagage. Les immigrants à Rouyn-Noranda, 1925-1980 »,.
Spécialiste en histoire orale, il réalise plus de 200 entrevues avec des pionnières et des pionniers de l’Abitibi-Témiscamingue et du Nord-du-Québec recueillant ainsi près de 500 heures de témoignages. À partir de ces entrevues, il coordonne la réalisation de plusieurs productions  pour différents médias portant sur l'histoire régionale. Il produit notamment les séries radiophoniques "Souvenances",, «Des noms et des lieux» et "Montez pas là qu’ils disaient" (Prix du Ministre de la Culture, 3e Festival de la FM de La Rochelle, 1984). Ces recherches permettent aussi la  publication de deux livres : « Montemurro, 75 ans de  succès en alimentation » paru en 2002 et « De ressources et de vaillance. Mémoire de la génération pionnière du Nord-du-Québec » publié en 2010.
Il travaille à la conception de la télésérie "Les Pays du Québec" sur l'histoire des régions du Québec diffusées à Télé-Québec et à TV5. Sous sa gouverne, le Groupe de communication PAT réalise six émissions portant sur l'Abitibi-Témiscamingue, les Laurentides et l'Outaouais. Il produit également trois émissions de la télésérie « La culture dans tous ses états » diffusée à Télé-Québec et ARTV. Cette série s’est vue décerné un prix lors de la soirée de remise des Prix Gémeaux en 2003. « Québec en ondes », de même, l’une des émissions produites par le Groupe de communication PAT obtient le Prix Communications et Société en 2003.
Benoit-Beaudry Gourd produit pour le gouvernement du Québec des études d’interprétation de plusieurs sites historiques de l’Abitibi-Témiscamingue. Mentionnons à titre d'exemple, la Maison Dumulon de Rouyn-Noranda, le Village minier Bourlamaque à Val-d’Or, le T.E. Draper d’Angliers, la Gare de Macamic et l’église orthodoxe russe de Rouyn-Noranda. Il possède également une vaste expérience de travail au sein d’équipes multidisciplinaires œuvrant à l’élaboration de concepts de mise en valeur de sites historiques. Il travaille tant comme chargé de projet que comme consultant associé dans le cadre de consortium de firmes professionnelles.
Les travaux et les recherches de Benoit-Beaudry Gourd servent de référence pour les auteurs qui ont suivi au cours des ans. Tel, l'ouvrage de Nicole Berthiaume, Rouyn-Noranda , publié en 1981. De même, l'ensemble des travaux de l'historien ont été publiés dans les Cahiers du Département d'histoire et de géographie du Collège de l'Abitibi-Témiscamingue dans les années '70 et '80 et sont maintenant disponibles en ligne,.

## Mise en valeur
Il participe aux études de mise en valeur de la Cité de l’Or de Val-d’Or, du Musée minéralogique de Malartic, du Lieu historique national du Canada d'Apitipik et du site historique de la Maison Dumulon. Il coordonne des équipes qui ont conçu et réalisé les expositions des sites de l’église orthodoxe russe de Rouyn-Noranda, du Musée de la Gare de Témiscaming et du remorqueur de bois T.E. Draper d’Angliers.
Son travail l'amène à développer et à réaliser des circuits urbains d’interprétation thématique dans la région, soit ceux du Vieux-Noranda en 1996, d’Amos en 1998 du Vieux-Rouyn en 2000 et de Témiscaming en 2014. La Fédération des sociétés d'histoire du Québec a décerné le Prix Léonidas-Bélanger au circuit d'interprétation historique d'Amos en 1999 et, en 2001, à celui du Vieux-Rouyn. Il fut aussi responsable de la conception de l’aire d’interprétation thématique du «Jardin géologique» aménagé dans le Parc botanique à fleur d’eau de Rouyn-Noranda et de l’aire d’interprétation sur les centrales hydroélectriques de l’Outaouais supérieur aménagé à Angliers par Hydro-Québec.
Des organismes gouvernementaux œuvrant dans le secteur de l'histoire et du patrimoine font appel à ses services pour des recherches se rapportant à la région de l'Abitibi-Témiscamingue. Ainsi, la Commission de Toponymie du Québec lui demande de produire « L’Itinéraire toponymique de l'Abitibi-Témiscamingue » publié par l'Éditeur officiel du Québec en 1984. La Commission des Biens culturels du Québec lui commande en 1988 l'écriture du chapître sur l'Abitibi-Témiscamingue de l'ouvrage « Les chemins de la mémoire » traitant des sites et des monuments historiques au Québec. Il collabore également à l'écriture de certains chapitres de l'Histoire de «L'Abitibi-Témiscamingue » publiée 1995 par l'Institut québécois de recherche sur la culture.

## Communicateur
Sa connaissance du milieu régional et ses expériences lui ont permis de développer une expertise afin d'offrir ses services à titre de consultant en communication stratégique auprès d'organisations régionales comme Hydro-Québec, de sociétés minières et de différentes entreprises  de la région. Il collabore régulièrement avec des entreprises, des municipalités, des organismes et des institutions de l’Abitibi-Témiscamingue qui ont des besoins particuliers en matière de communication. Il effectue des études sociopolitiques, des enquêtes d’opinion, des groupes de discussion et des sondages de même qu’il élabore des plans de communication, conçoit et coordonne leurs campagnes d’information et de promotion. Il organise aussi des conférences de presse, des tournées d’information, des rencontres de consultation publique et des événements médiatiques.
De même, il n'est pas rare que les médias régionaux ou nationaux demandent à Benoit-Beaudry Gourd de commenter un dossier historique sur la région,,,.
Actuellement, il développe des activités et des contenus de diffusion à portée historique à Société d'histoire de Rouyn-Noranda.
Benoit-Beaudry Gourd possède aussi une collection d'archives au Centre régional de BAnQ à Rouyn-Noranda ,.
En mai 2021, il actualise deux circuits de panneaux d'interprétation historiques à Rouyn-Noranda qui dataient de quelques années.

## Publications
- Avec le rêve pour bagage – Les immigrants à Rouyn-Noranda 1925-1980, aux Éditions du Quartz, 2016, 96p  (ISBN 978-2-924031-24-7)[28].
- De ressources et de vaillance. Mémoire de la génération pionnière du Nord-du-Québec, Rouyn-Noranda, Table régionale de concertation des Aînés du Nord-du-Québec, 2010, 274p.
- L’Abitibi-Témiscamingue, Québec, Presses de l’Université Laval/Éditions de l’IQRC, 2007, 196p. (Les régions du Québec histoire en bref, no. 8, (ISBN 978-2-89224-363-5))[29].
- Le remorqueur de bois T.E. Draper et le chantier de Gédéon, Les Promoteurs d'Angliers, 2005, 64p[30].
- Montemurro. 75 ans de succès en alimentation 1927-2002, Rouyn-Noranda, ADL, 2002, 112p[13].
- Histoire de l'Abitibi-Témiscamingue, sous la direction d'Odette Vincent, Québec, Institut québécois de la recherche sur la culture, 1995, 763 p. (Chapitres 6, 7 et 8, pp. 197-320),  (ISBN 2-89224-251-7)..
- "L'Abitibi-Témiscamingue", dans Les Chemins de la Mémoire, vol. 2, Québec, Publications officielles du Québec, 1991.
- Télébec, du magnéto à la fibre optique. Une page d'histoire de la téléphonie au Québec. Cahier 20e anniversaire (1969-1989) de Télébec ltée, décembre 1989, 40p.
- T.E. Draper, Angliers, Rouyn-Noranda, Collège de l'Abitibi Témiscamingue, 1987, 33p. (Cahiers du Département d'histoire et de géographie)[31].
- Itinéraire toponymique de l'Abitibi-Témiscamingue, Québec, Éditeur officiel du Québec, 1984, 102 p. (Études et recherches toponymiques, 8)[32].
- La mine Lamaque et le village minier de Bourlamaque. Une histoire de mine, Rouyn, Collège de l'Abitibi-Témiscamingue, 1984, 117p. (Cahiers du Département d'histoire et de géographie, travaux de recherches, no 6)[33].
- Angliers et le remorqueur T.E. Draper, Rouyn, Collège de l'Abitibi-Témiscamingue, 1983, 95p. (Cahiers du Département d'histoire et de géographie, travaux de recherche, no 5)[34].
- Le Klondike de Rouyn et les Dumulon, Rouyn, Collège de l'Abitibi-Témiscamingue, 1982, 114p. (Cahiers du Département d'histoire et de géographie, travaux de recherches, no 3)[35].
- Mines et syndicats en Abitibi-Témiscamingue 1910-1950, Rouyn, Collège du Nord-Ouest, 1981, 141p. (Cahiers du Département d'histoire et de géographie, travaux de recherches, no 2)[36].
- "Les journaux de l'Abitibi-Témiscamingue 1920-1950. Portrait historique", dans De L'Abbittibbi-Témiskaming 5, Rouyn, Collège du Nord-Ouest, 1979, pp. 21-75   (Cahiers du Département d'histoire et de géographie, no 5)[37].
- Bibliographie de l'Abitibi-Témiscamingue, deuxième supplément, Rouyn, Université du Québec, 1977, 202 p.
- "Les travailleurs miniers et l'implantation du syndicalisme dans les mines de l'Abitibi-Témiscamingue, 1925-1950", dans De l'Abbittibbi-Témiskaming 4, Rouyn, Collège du Nord-Ouest, 1977, pp. 45-111  (Cahiers du Département d'histoire et de géographie, no 4)[38].
- Inventaire des archives des Métallurgistes-Unis d'Amérique, bureau régional de l'Abitibi-Témiscamingue, Rouyn, Université du Québec, 1976, 198 p.
- Bibliographie de l'Abitibi-Témiscamingue, premier supplément, Rouyn, Université du Québec, 1975, 214 p[39].
- "La colonisation et le peuplement du Témiscamingue et de l'Abitibi 1880-1950, aperçu historique", dans L'Abbittibbi-Témiskaming. Hier et aujourd'hui, Rouyn, Collège du Nord-Ouest, 1975, pp. 1-51  (Cahiers du Département d'histoire et de géographie, no 2[40]).
- Bibliographie de l'Abitibi-Témiscamingue, Rouyn, Université du Québec, 1973, 270 p[41].
- "La colonisation des Clay Belts du Nord-Ouest québécois et du Nord-Est ontarien. Étude de la propagande des gouvernements du Québec et de l'Ontario à travers leurs publications officielles, 1910-1930", dans Revue d'histoire de l'Amérique française, vol. 27, no 2, septembre 1973, pp. 235-256[42].